# Хмелівківська сільська рада
Хмелі́вківська сільська́ ра́да — колишня адміністративно-територіальна одиниця та орган місцевого самоврядування в Володимир-Волинському районі Волинської області. Адміністративний центр — село Хмелівка.
Припинила існування 14 серпня 2017 року через добровільне об'єднання до складу Зимнівської сільської територіальної громади Волинської області.

## Загальні відомості
- Територія ради: 4,215 км²
- Населення ради: 1193 особи (станом на 2001 рік)

## Населені пункти
Сільській раді були підпорядковані населені пункти:
- с. Хмелівка
- с. Житані
- с. Нехвороща
- с. Хмелів

Кількість населення становить 1 193 особи. Кількість дворів (квартир) 454, з них 13 нових (після 1991 р.).
В Хмелівківській сільській раді працюють неповна середня школа на 150 місць та початкова школа на 20 місць, 3 клуби, бібліотека, 4 фельдшерсько-акушерських пункти, відділення зв'язку, 2 АТС на 150 номерів, 7 торговельних закладів. Проводять господарську діяльність 2 підприємства з виробництва сільськогосподарської продукції та 3 фермерських господарства, спеціалізація — рослинництво.

## Населення
Згідно з переписом УРСР 1989 року чисельність наявного населення сільської ради становила 1231 особа, з яких 570 чоловіків та 661 жінка.
За переписом населення України 2001 року в сільській раді мешкало 1185 осіб.

### Мова
Розподіл населення за рідною мовою за даними перепису 2001 року:
| Мова       | Відсоток |
| ---------- | -------- |
| українська | 99,41 %  |
| російська  | 0,34 %   |
| білоруська | 0,17 %   |

## Адреса сільської ради
44762, Волинська обл., Володимир-Волинський р-н, с. Хмелівка

## Склад ради
Рада складалася з 12 депутатів та голови.
- Голова ради: Крижук Дмитро Вікторович

### Керівний склад попередніх скликань
| Прізвище, ім'я, по батькові | Основні відомості                                                                     | Дата обрання | Дата звільнення |
| --------------------------- | ------------------------------------------------------------------------------------- | ------------ | --------------- |
| Грабарчук Степан Павлович   | Сільський голова, 1957 року народження, освіта вища, член Народної партії             | 26.03.2006   | 31.10.2010      |
| Грабарчук Степан Павлович   | Сільський голова, 1957 року народження, освіта вища, член Української Народної Партії | 31.10.2010   | 25.10.2015      |
| Крижук Дмитро Вікторович    | Сільський голова, 1989 року народження, освіта загальна середня, безпартійний         | 25.10.2015   |                 |

Примітка: таблиця складена за даними сайту Верховної Ради України та ЦВК

### Депутати VII скликання
За результатами місцевих виборів 2015 року депутатами ради стали:

#### За суб'єктами висування
| Суб'єкт висування | Кількість обраних депутатів | %      |
| ----------------- | --------------------------- | ------ |
| Самовисування     | 12                          | 100.00 |

#### За округами
| № округу | Прізвище, ім'я, по батькові   | Ким висунуто  | Дата нар.  | Освіта             | Партійна приналежність                                        | Відомості                                    |
| -------- | ----------------------------- | ------------- | ---------- | ------------------ | ------------------------------------------------------------- | -------------------------------------------- |
| 1        | Татарин Василь Степанович     | Самовисування | 07.04.1983 | середня спеціальна | безпартійний                                                  | К/г Хмелівківської сільської ради, начальник |
| 2        | Томчук Людмила Степанівна     | Самовисування | 29.07.1970 | вища               | безпартійна                                                   | Хмелівківська ЗОШ, вчитель                   |
| 3        | Криса Микола Дмитрович        | Самовисування | 19.08.1960 | середня спеціальна | безпартійний                                                  | ТОВ «Агросвіт-Волинь», сторож                |
| 4        | Грабарчук Світлана Леонтіївна | Самовисування | 07.09.1971 | середня спеціальна | безпартійна                                                   | Хмелівківське відділення зв'язку, начальник  |
| 5        | Волинець Тамара Максимівна    | Самовисування | 10.09.1975 | вища               | безпартійна                                                   | Хмелівківська сільська рада, секретар        |
| 6        | Жвавець Аліна Анатоліївна     | Самовисування | 01.09.1969 | середня спеціальна | безпартійна                                                   | СГПП «Віра», директор                        |
| 7        | Соснін Павло Павлович         | Самовисування | 07.06.1990 | вища               | безпартійний                                                  | ПАТ «Львівгазвидобування», водій             |
| 8        | Рибачук Віталій Григорович    | Самовисування | 26.01.1967 | загальна середня   | безпартійний                                                  | безробітний                                  |
| 9        | Процюк Микола Олексійович     | Самовисування | 01.01.1971 | вища               | безпартійний                                                  | Хмелівківсь ка с/р, землевпорядник           |
| 10       | Мазурок Мирослава Петрівна    | Самовисування | 09.07.1975 | середня спеціальна | член політичної партії Всеукраїнське об'єднання «Батьківщина» | Безробітна                                   |
| 11       | Місюра Дмитро Іванович        | Самовисування | 22.10.1971 | середня спеціальна | безпартійний                                                  | безробітний                                  |
| 12       | Юхимюк Тетяна Анатоліївна     | Самовисування | 15.10.1959 | середня спеціальна | безпартійна                                                   | Магазин с. Житані, продавць                  |